# ۳۹۱ (میلادی)
۳۹۱ (میلادی) سیصد و نود و یکمین سال تقویم میلادی است.

## درگذشتگان
‎